# Mistrzostwa NCAA Division I w Zapasach w 1969
Mistrzostwa NCAA Division I w zapasach rozgrywane były w Provo w dniach 27–29 marca 1969 roku. Zawody odbyły się w Smith Fieldhouse, na terenie Uniwersytetu Brighama Younga.
- Outstanding Wrestler – Dan Gable

## Wyniki

### Drużynowo
| Kolejność | Szkoła                                  | Zespół   |
| --------- | --------------------------------------- | -------- |
| 1.        | Iowa State University                   | Cyclones |
| 2.        | University of Oklahoma                  | Sooners  |
| 3.        | Oregon State University                 | Beavers  |
| 4.        | Michigan State University               | Spartans |
| 5.        | California Polytechnic State University | Mustangs |
| 6.        | Oklahoma State University               | Cowboys  |

### All American

#### 115 lb
| Lp. | Zawodnik        | Szkoła          |
| --- | --------------- | --------------- |
| 1.  | John Miller     | Oregon          |
| 2.  | Sergio Gonzales | California      |
| 3.  | Terry Hall      | Cal Poly        |
| 4.  | Ray Stapp       | Oklahoma State  |
| 5.  | John Morley     | Minnesota State |
| 6.  | Steve Lampe     | Iowa State      |

#### 123 lb
| Lp. | Zawodnik      | Szkoła            |
| --- | ------------- | ----------------- |
| 1.  | Wayne Boyd    | Temple            |
| 2.  | Stan Keeley   | Oklahoma          |
| 3.  | Randy Berg    | Washington        |
| 4.  | Dave Waters   | Lehigh            |
| 5.  | Mike Schmauss | Iowa State        |
| 6.  | Wes Caine     | Northern Illinois |

#### 130 lb
| Lp. | Zawodnik      | Szkoła            |
| --- | ------------- | ----------------- |
| 1.  | David McGuire | Oklahoma          |
| 2.  | Len Groom     | Northern Colorado |
| 3.  | John Hahn     | California        |
| 4.  | Reid Lamphere | Minnesota         |
| 5.  | Mike Riley    | Oklahoma State    |
| 6.  | Marv Reiland  | Northern Iowa     |

#### 137 lb
| Lp. | Zawodnik       | Szkoła         |
| --- | -------------- | -------------- |
| 1.  | Dan Gable      | Iowa State     |
| 2.  | Marty Willigan | Hofstra        |
| 3.  | Keith Lowrance | Michigan State |
| 4.  | Ron Russo      | Bloomsburg     |
| 5.  | Bob Hawkins    | Oregon State   |
| 6.  | Dick Humphreys | Indiana State  |

#### 145 lb
| Lp. | Zawodnik       | Szkoła         |
| --- | -------------- | -------------- |
| 1.  | Mike Grant     | Oklahoma       |
| 2.  | Ray Murphy     | Oklahoma State |
| 3.  | Clyde Frantz   | Penn State     |
| 4.  | Phil Frey      | Oregon State   |
| 5.  | Conrad Metcalf | Colorado       |
| 6.  | Clarence Seal  | Portland State |

#### 152 lb
| Lp. | Zawodnik         | Szkoła        |
| --- | ---------------- | ------------- |
| 1.  | Gobel Kline      | Maryland      |
| 2.  | Rich Mihal       | Iowa          |
| 3.  | James Tanniehill | Winona State  |
| 4.  | Bob Ferraro      | Indiana State |
| 5.  | Carl Adams       | Iowa State    |
| 6.  | Kim Snider       | Oregon State  |

#### 160 lb
| Lp. | Zawodnik     | Szkoła         |
| --- | ------------ | -------------- |
| 1.  | Cleo McGlory | Oklahoma       |
| 2.  | Dave Martin  | Iowa State     |
| 3.  | Gary Rushing | Arizona        |
| 4.  | Tom Muir     | Michigan State |
| 5.  | Joe Wiendl   | Wilkes         |
| 6.  | Doug Niebel  | Clarion        |

#### 167 lb
| Lp. | Zawodnik     | Szkoła       |
| --- | ------------ | ------------ |
| 1.  | Jason Smith  | Iowa State   |
| 2.  | John Woods   | Cal Poly     |
| 3.  | Jesse Rawls  | Michigan     |
| 4.  | Jim Vandehey | Oregon State |
| 5.  | Ben Welch    | Navy         |
| 6.  | Bill Laursen | Northwestern |

#### 177 lb
| Lp. | Zawodnik         | Szkoła         |
| --- | ---------------- | -------------- |
| 1.  | Chuck Jean       | Iowa State     |
| 2.  | Pete Cornell     | Michigan       |
| 3.  | Verlyn Strellner | Iowa           |
| 4.  | Ken Bos          | Cal Poly       |
| 5.  | John Sorochinsky | Brigham Young  |
| 6.  | Jack Zindel      | Michigan State |

#### 191 lb
| Lp. | Zawodnik       | Szkoła              |
| --- | -------------- | ------------------- |
| 1.  | Tom Kline      | Cal Poly State      |
| 2.  | Robert Grimes  | San Diego State     |
| 3.  | Bob Buehler    | San Francisco State |
| 4.  | John Schneider | Michigan State      |
| 5.  | Jim Duschen    | Iowa State          |
| 6.  | Geoff Baum     | Oklahoma State      |

#### Open
| Lp. | Zawodnik       | Szkoła         |
| --- | -------------- | -------------- |
| 1.  | Jess Lewis     | Oregon State   |
| 2.  | Jeff Smith     | Michigan State |
| 3.  | John Ward      | Oklahoma State |
| 4.  | Ralph Cindrich | Pittsburgh     |
| 5.  | Wayne Beske    | Iowa State     |
| 6.  | Kent Osboe     | Northern Iowa  |